# Natalie Moorhead

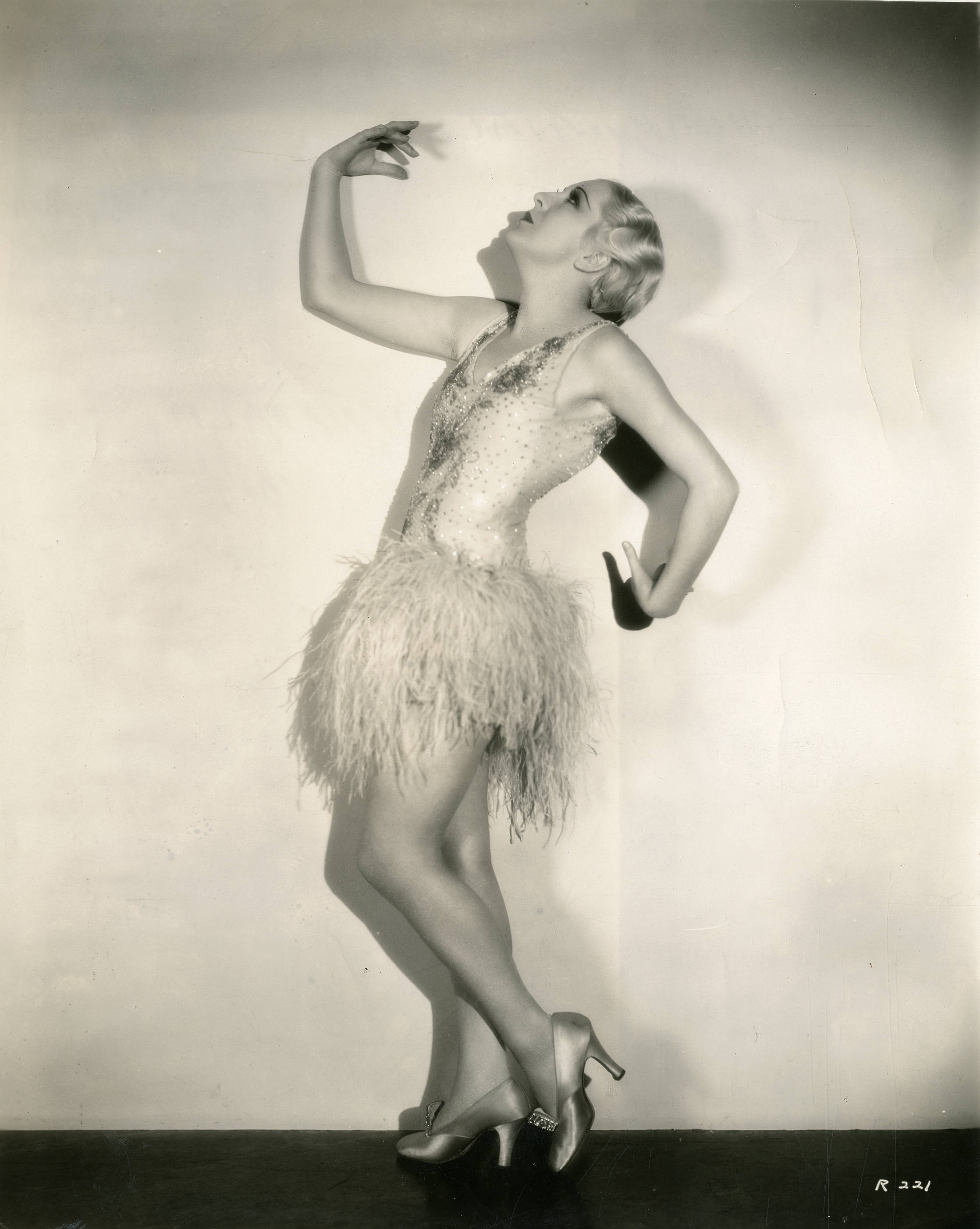
Natalie Moorhead (1929)

Natalie Moorhead (* 27. Juli 1901 in Pittsburgh, Pennsylvania als Nathalia Messner; † 6. Oktober 1992 in Montecito, Kalifornien) war eine US-amerikanische Schauspielerin.

## Leben und Karriere
Natalie Moorhead begann ihre Schauspielkarriere beim Theater und war in den 1920er-Jahren mehrmals am Broadway zu sehen. Im Jahr 1929, kurz nach Beginn der Tonfilmära, machte die blonde Schauspielerin ihr Kinodebüt. Schon ein Jahr später spielte sie als Partnerin von William Powell ihre erste Hauptrolle in Der Schuß im Dunkel. Ein weiterer großer Erfolg gelang ihr 1934 erneut an Powells Seite in Der dünne Mann, wo sie eine attraktive, aber geheimnisvolle Mordverdächtige verkörperte. Als Ende der 1930er-Jahre ihr Erfolg nachließ, zog sie sich 1940 nach rund 70 Filmen von der Schauspielerei zurück.
Natalie Moorhead war von 1929 bis 1930 mit Raymond Phillips verheiratet. Mit dem Regisseur des ersten Tonfilms, Alan Crosland, ging sie 1930 die Ehe ein, die bis 1935 hielt. Mit dem Schauspieler Juan Torena war sie bis zu seinem Tod im Jahr 1983 verheiratet. Natalie Moorhead starb mit 91 Jahren in Kalifornien.

## Filmografie (Auswahl)
- 1930: Show Girl in Hollywood
- 1930: Das Geheimnis des Ingenieurs Nelson (Shadow of the Law)
- 1931: Illicit
- 1931: Irrwege des Lebens (Dance, Fools, Dance)
- 1931: Casanova wider Willen (Parlor, Bedroom and Bath)
- 1932: Discarded Lovers
- 1932: The King Murder
- 1933: Der Detektiv und die Spielerin (Private Detective 62)
- 1933: Eine Frau vergisst nicht (Only Yesterday)
- 1934: Dancing Man
- 1934: Der dünne Mann (The Thin Man)
- 1938: Im Herzen von Arizona (Heart of Arizona)
- 1939: Lady of the Tropics
- 1939: Die Frauen (The Women)
- 1940: Hölle, wo ist dein Sieg? (All This, and Heaven Too)